# Georg-Büchner-Schule (Darmstadt)
Die Georg-Büchner-Schule (kurz: GBS) ist ein staatliches Gymnasium im Südosten Darmstadts. Die Schule wurde nach dem Schriftsteller Georg Büchner benannt.

## Geschichte

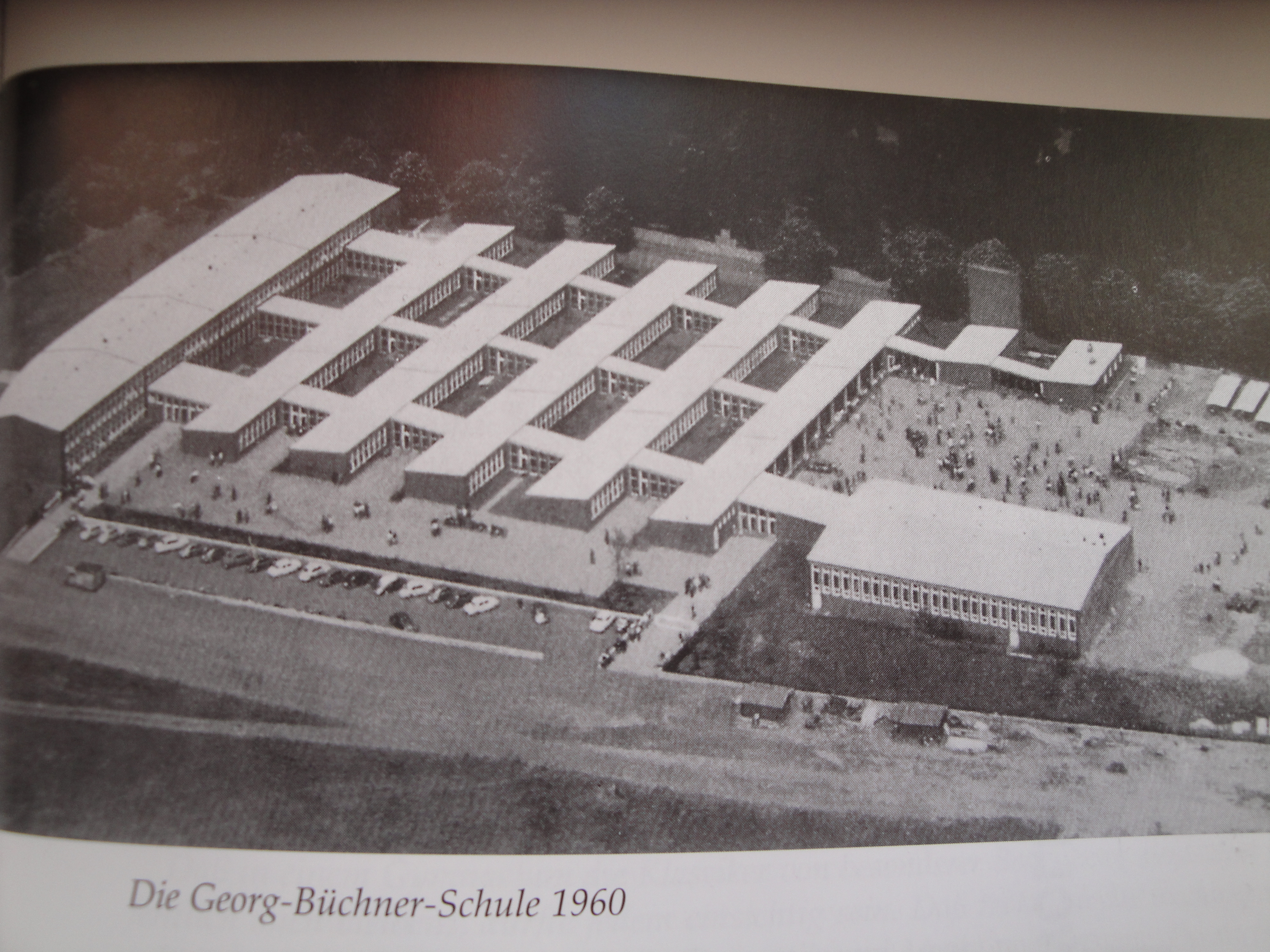
Luftbild des Schulgebäudes von Hans Schwippert (Archivbild aus dem Jahr 1960). Anstelle des auf dem Bild zu sehenden Parkplatzes wurde in den 1970ern der Naturwissenschaftstrakt erbaut.

Historische Entwicklung der Bildungseinrichtungen Darmstadts ab 1826

Als gemeinsamer Gründungstag mit anderen Darmstädter Gymnasien wird der 1. November 1826 genannt. Mit der erstmaligen Zulassung von Mädchen im Jahr 1905 begann die Koedukation. 1919 wurde erstmals eine Schülerselbstverwaltung eingerichtet. 1937 wurde der Name zeitweise in „Horst-Wessel-Schule“ geändert. Das historische Schulgebäude wurde während des Luftangriffs auf Darmstadt am 11. September 1944 zerstört. Der Grundstein für den Neubau der Schule mit der heutigen Adresse Nieder-Ramstädter Straße 120 im Osten Darmstadts wurde am 17. Oktober 1956 gelegt. Geplant wurde das denkmalgeschützte Schulgebäude von dem bedeutenden Architekten der Nachkriegszeit Hans Schwippert als Klassenteppich, ein System von miteinander verbundenen Pavillons und Freiflächen.
Die Bauarbeiten begannen jedoch erst im Mai 1958. Der Umzug erfolgte schließlich im April 1960. Die Schulsportanlage folgte im September 1962. 1975 fand die Einweihung des Erweiterungsbaues für die Naturwissenschaften – „Naturwissenschaftstrakt“ genannt – statt, wo seitdem Biologie, Chemie, und Physik ausschließlich in ihren zugeordneten Fachsälen und Laboratorien mit speziellen Ausstattungen wie Chemikalien, Messgeräten, Modelle etc. unterrichtet werden. Vom 29. Oktober bis 3. November 2001 wurde im Rahmen einer Festwoche das 175-jährige Bestehen der aus dem Pädagog in Darmstadt hervorgegangenen Schulen, die heute Georg-Büchner-Schule, Justus-Liebig-Schule und Lichtenbergschule heißen, gefeiert. Seit 2010 wird die Georg-Büchner-Schule umfangreich modernisiert, besonders betroffen ist der Naturwissenschaftsflügel.
Historische Quellen:
Das für die Geschichtswissenschaft relevante Schriftgut der Georg-Büchner-Schule aus der Nachkriegszeit wird im Hessischen Staatsarchiv Darmstadt verwahrt (Bestand H 54 Darmstadt). Im Bestand befinden sich neben Unterlagen zu Abiturprüfungen auch Informationen zu Schulprojekten, zum Schulbetrieb allgemein sowie zum Elternbeirat. Der Bestand ist komplett verzeichnet und kann im Internet recherchiert werden.

## Georg Büchner

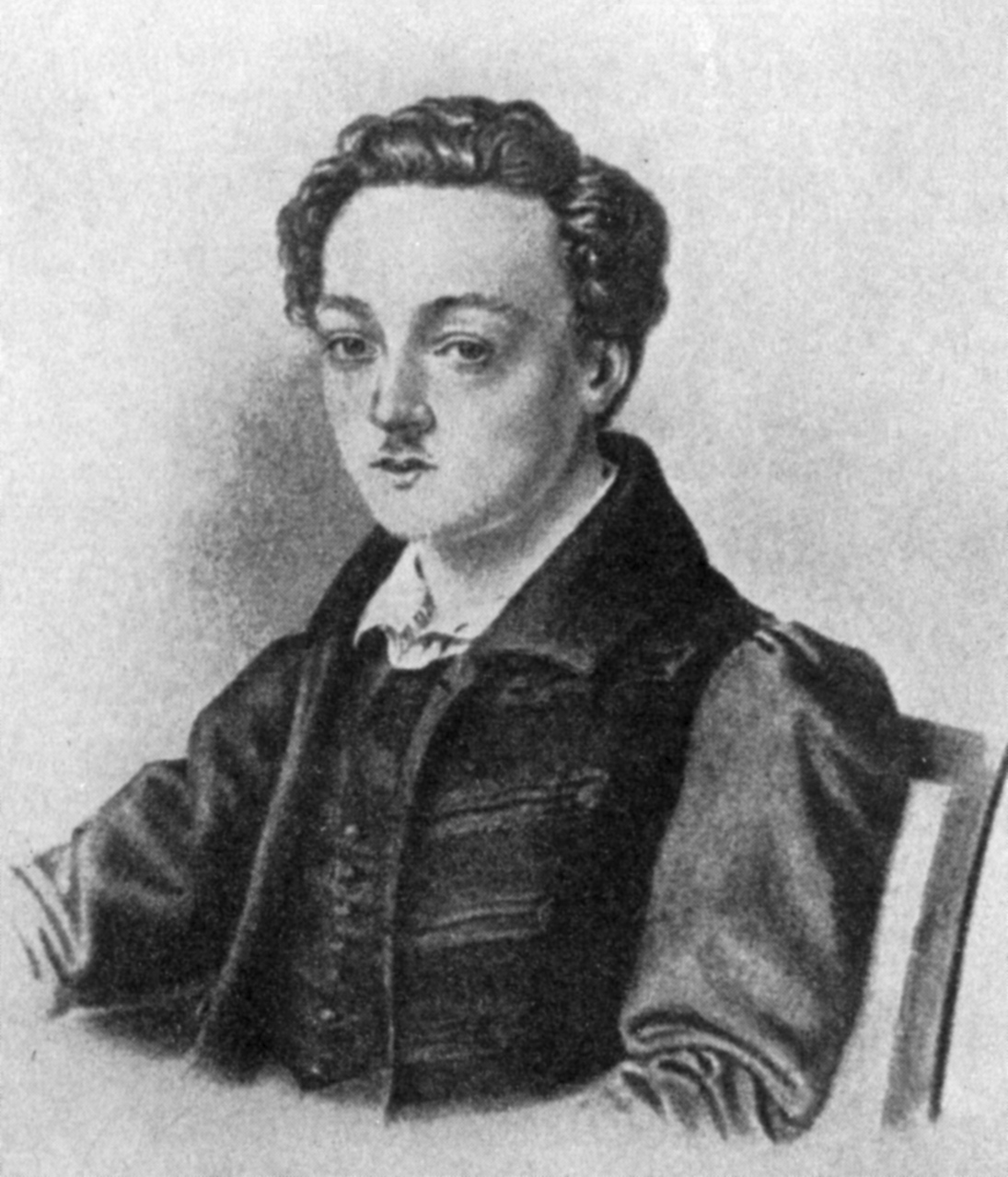
Georg Büchner

Der Namensgeber der Schule war der bedeutende Schriftsteller Georg Büchner, der im Jahr 1813 in der Nähe von Darmstadt geboren wurde und einen Teil seines Lebens in Darmstadt verbrachte. Neben weiteren Georg-Büchner-Schulen ist auch der bundesdeutsche Georg-Büchner-Preis nach ihm benannt.
Auf dem Logo der Georg-Büchner-Schule ist ein schwarz-weiß skizziertes Porträt von Georg Büchner neben dem Namen der Schule zu sehen.

## Schüler
Aktuell besuchen etwa 1000 Schüler die Georg-Büchner-Schule. Sie kommen nicht nur aus Darmstadt, sondern auch aus umliegenden Kommunen, z. B. Mühltal, Roßdorf, Reinheim, Messel, Groß-Zimmern, Ober-Ramstadt oder Griesheim im Landkreis Darmstadt-Dieburg. Das Alter der Schüler liegt in einem Bereich von 9 bis zu 21 Jahren.
Momentan erreicht ein Großteil der Schüler die Georg-Büchner-Schule mit der Straßenbahn, andere benutzen das Fahrrad; Fahrradabstellplätze befinden sich vor dem Haupteingang sowie hinter dem Pausenhof.

## Die Georg-Büchner-Schule heute
An der Georg-Büchner-Schule gibt es neun Jahrgangsstufen von 5 bis 13 (nach 2013 nur 5 bis 12, hessenweit wegen G8) mit je vier Klassen in der Unter- und Mittelstufe mit höchstens 32 Schülern. In der Oberstufe werden zurzeit Biologie, Chemie, Deutsch, Englisch, Französisch, Geschichte, Mathematik, Politik und Wirtschaft sowie Sport als Leistungskurse angeboten. In den Fächern Französisch und Physik besteht eine Kooperation zwischen der Georg-Büchner-Schule und der benachbarten Viktoriaschule, die es Schülern trotz geringer Meldungen ermöglicht, den Leistungskurs ihrer Wahl zu belegen. Als Grundkurse werden außerdem noch Ethik, Informatik, Italienisch, Kunst, Latein, Musik, Religion und Spanisch zur Wahl gestellt. Der Besuch des Spanischunterrichts steht immer auch Schülern anderer Gymnasien offen.
Ferner gibt es die Möglichkeit, im Rahmen des Wahlpflichtunterrichts das Fach Darstellendes Spiel zu belegen.
Fächer wie Politik und Wirtschaft, Geschichte sowie Erdkunde können abhängig von der Jahrgangsstufe und unter Aufwand einer zusätzlichen Stunde bilingual, d. h. sowohl mit englischer als auch deutscher Unterrichtssprache, belegt werden. Nach erfolgreichem Belegen dieser Fächer über einen bestimmten Zeitraum bekommt man neben dem Zeugnis ein Zertifikat. Der bilinguale Unterricht ist außerdem Voraussetzung für den Erwerb des neulich an der GBS eingeführten CertiLingua-Zertifikats, einem international anerkannten Sprachzertifikat.
Alle Schüler haben ab Jahrgangsstufe 5 Englisch als erste Fremdsprache, wobei sie später zwischen Französisch und Latein als zweiter Fremdsprache wählen können.
Das aktuelle Schulgelände hat eine Gesamtfläche von etwa 40.000 m² (400 m × 100 m).

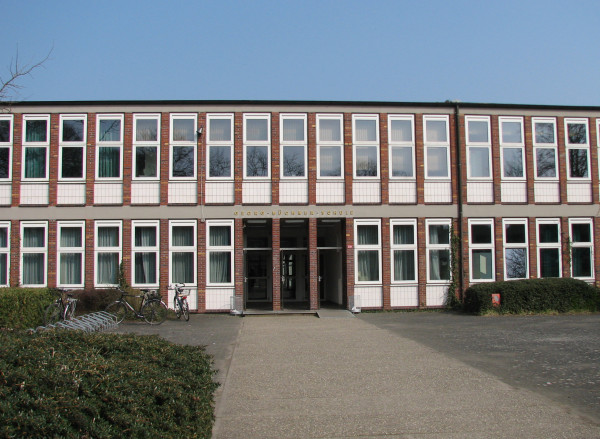
Blick auf den Haupteingang der GBS

Die Georg-Büchner-Schule hat einen 1951 gegründeten Förderverein, den Verein Georg-Büchner-Schule.
Mit dem Gymnasium CEG1 in Savalou im westafrikanischen Benin unterhält die Georg-Büchner-Schule eine Partnerschaft und arbeitet mit dem im Jahr 2001 gegründeten Förderverein Savalou / Benin e. V. zusammen.

### Schulische Veranstaltungen (Auswahl)
| - Projektwoche - Weihnachtskonzert - Bundesjugendspiele | - Skifreizeiten - Theateraufführung - Drogenprävention | - Fußballturnier - Studienfahrt - Betriebspraktikum |

### Arbeitsgemeinschaften
Die Georg-Büchner-Schule bietet eine Vielzahl von AGs an, die musische, sprachliche, sportliche sowie soziale Arbeitsgruppen beinhalten. Auch gibt es an der GBS einen Schulsanitätsdienst, der vor allem bei den Bundesjugendspielen zum Einsatz kommt.
Die etwa 80 Seiten starke Ausgabe des Jahrbuches erscheint jährlich jeweils kurz vor den Ferien. Nachmittags wird, geleitet von Oberstufenschülern, eine Hausaufgabenbetreuung für untere Jahrgangsstufen angeboten. Seit geraumer Zeit gibt es auch eine AG zum Thema Schulentwicklung. Hier engagieren sich Lehrer, Schüler und Eltern, um das Leben an der GBS zu gestalten. So gibt es zum Beispiel eine AG, die sich mit der Neugestaltung des Schulhofs befasst.
Übersicht (Auswahl)
| - Schülercafé - Mathematik - Französisch - Streitschlichter - Gitarre-AG | - Informatik - Naturwissenschaften - Volleyball - Theater - Kurzfilm-AG | - Fußball - Musik - Chor - Ukulele - Schulentwicklung |

### Umgebung
In unmittelbarer Nähe befindet sich das Hochschulstadion mit einem Freibad und einer 400-m-Laufbahn, die vor allem für den Sportunterricht genutzt werden. Die Straßenbahnhaltestelle Jahnstraße ist nur ca. 20 Meter vom Haupteingang der GBS entfernt. Eine große Anzahl von Schülern kommt mit der Straßenbahn zur Schule.
Unweit der GBS sind eine Grundschule sowie eine Kindertagesstätte zu finden. Der Campus Lichtwiese der Technischen Universität Darmstadt mit einer eigenen Mensa mit Biergarten ist etwa 500 Meter Luftlinie von der GBS entfernt.
Über die Hälfte der weiteren Gymnasien Darmstadts liegen in einem Umkreis von 3 Kilometern um die Georg-Büchner-Schule. Diese sind: Edith-Stein-Schule (0,8 km); Viktoriaschule (0,9 km); Ludwig-Georgs-Gymnasium (1,4 km); Lichtenbergschule (2,0 km); Eleonorenschule (2,8 km) und Justus-Liebig-Schule (2,9 km).

### Kooperation mit Darmstadt 98
Gemeinsam mit dem Nachwuchsleistungszentrum des SV Darmstadt 98 besteht eine Kooperation. Das „Duale System Fußball und Schule“ soll den Spielern mehr Zeit zur Ausbildung beim NLZ bei den Lilien verschaffen ohne die schulische Ausbildung zu vernachlässigen.

## Tagesablauf an der GBS
Die erste Unterrichtsstunde beginnt morgens kurz vor acht Uhr. In der Oberstufe kommt es vor, dass man je nach persönlicher Fächerkombination an manchen Tagen bis zur 12. Stunde Unterricht haben kann, die erst nach 18 Uhr endet.
Offizielle Mittagspause gibt es keine, allerdings werden, vor allem in der Oberstufe, Freistunden als solche betrachtet. Seit 2013 ist auch eine Mensa auf dem Schulgelände vorhanden, welche Schüler und Lehrer besuchen können. (Stand: Okt. 2009)

## Sportunterricht
Die Georg-Büchner-Schule nimmt als Partnerschule des Leistungssports regelmäßig beim Wettbewerb Jugend trainiert für Olympia teil.
Sie zeichnet sich außerdem durch ihren Schwerpunkt im Fach Sport mit einem breiten Spektrum von Möglichkeiten aus. Dazu zählt unter anderem, dass in der Oberstufe Sport auch als fünfstündiger Leistungskurs angeboten wird, was aufgrund unzureichender Ausstattung oder fehlender Lehrkraft relativ selten vorkommt.
Bis zur Klasse 8 ist der Sportunterricht dreistündig, anschließend zweistündig. Die Schüler der Sportklassen haben durchgängig vier Stunden Sport.
Für die Oberstufe gibt es, außer dem Leistungskurs Sport, einen dreistündigen Sportkurs und mehrere zweistündige Sportkurse, die verschiedene Themenschwerpunkte haben.
Die Georg-Büchner-Schule ist als „Partnerschule des Leistungssports“ die federführende Schule am Schulsportzentrum in der Stadt Darmstadt.
Die Schule nimmt eine zentrale Koordinationsfunktion im Landesprogramm „Talentsuche und Talentförderung“ wahr. Im Rahmen dieses Programms wurden am Schulsportzentrum und an kooperierenden Nebenzentren Talentaufbau – und Talentfördergruppen eingerichtet.
An der GBS in Darmstadt werden talentierte Schülerinnen und Schüler in Sportklassen von der 5. bis 10. Klasse in den Schwerpunktsportarten speziell gefördert. Dabei werden in den Sportarten Fußball, Leichtathletik und Schwimmen sogenannte Lehrertrainer eingesetzt und den Sportklassenkindern ein Frühtraining ermöglicht.
Für die talentierten Sportler der Klasse 1–4 existieren insgesamt 15 Talentaufbaugruppen an kooperierenden Grundschulen.

## Gebäude
Das aktuelle Hauptgebäude wurde von dem Architekten Hans Schwippert 1956 entworfen und 1960 fertiggestellt. Viele Klassenräume grenzen an ein meist grünes Grundstück, das besonders bei den Projekten oft gern zu Gärten mit Sitzgelegenheiten von Schülern gestaltet werden kann.
Beim Hauptgebäude handelt es sich um sogenannte Darmstädter Meisterbauten, welche unter Berufung auf die erste Ausstellung der Künstlerkolonie von 1901 im Jahr 1951 die Ausstellung Mensch und Raum auf der Mathildenhöhe gezeigt wurde. Dabei wurden Entwürfe präsentiert. Die Bauten international renommierter Architekten waren typisch für Wiederaufbauphase nach dem Zweiten Weltkrieg, elf Planungsaufträge wurden vergeben. Aufgrund fehlender finanzieller Mittel konnte die Stadt nur fünf, teils in reduzierter Form, realisieren. Das Hauptgebäude der Georg-Büchner-Schule war eines davon.

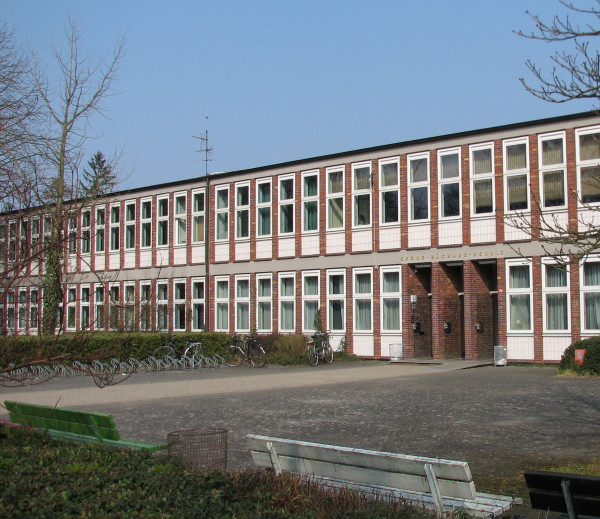
Das Hauptgebäude von Hans Schwippert

In dem 1975 gebauten, an der südlichen Seite des Hauptgebäudes angeschlossenem Naturwissenschaftstrakt werden Biologie, Chemie, und Physik unterrichtet. Gelegentlich werden auch Räume in dem Naturwissenschaftstrakt für Mathematik- und Informatikunterricht genutzt.

Die Große Sporthalle der GBS

Insgesamt gibt es auf der 6500 m² großen Fläche 28 Klassenräume (für 5. bis 11. Klasse) sowie 30 Fachräume.
Die Georg-Büchner-Schule hat zwei Sporthallen. Die ältere und kleinere Turnhalle (TH) ist im Gegensatz zur größeren Sporthalle (SH) über den überdachten Pausenhof zu erreichen. In der Turnhalle finden zudem Veranstaltungen wie Theateraufführungen, wichtige Reden oder Abiturzeugnisverleihungen statt. In der großen Sporthalle, welche im Jahr 1984 gebaut wurde, finden jährlich schulinterne Fußballturniere statt. Im Jahr 2015 wurde die große Sporthalle unter Denkmalschutz gestellt. Häufig wird bei gutem Wetter während des Sportunterrichts auch das Hochschulstadion der TU Darmstadt genutzt.

### Außerschulische Nutzung des Gebäudes
Das Gebäude der Georg-Büchner-Schule wird u. a. abends zusätzlich für Unterricht der Volkshochschule verwendet. Zudem finden hier auch ab und zu Veranstaltungen der Darmstädter Ferienkurse statt.

### Denkmalschutz
Die Mehrzahl der Schulgebäude steht heute unter Denkmalschutz. Darüber hinaus ist die Georg-Büchner-Schule ein geschütztes Kulturgut nach der Haager Konvention.

## Austausch
Die Georg-Büchner-Schule nimmt am Comenius-Programm teil, welches die Zusammenarbeit von Schulen und Schülern in Europa fördert. Zum Beispiel fand 2009 der Austausch zwischen der GBS und einer Schule in Darmstadts französische Partnerstadt Troyes sowie einer niederländischen Schule in Darmstadts Partnerstadt Alkmaar statt.
Ferner bietet die GBS diverse Austauschprogramme mit folgenden Ländern an:
- Volksrepublik China: Huangyan
- Frankreich: Chamonix
- Italien
- Niederlande
- Polen: (Kursfahrt)
- Ungarn
- Vereinigtes Königreich: Norwich
- Vereinigte Staaten: Boone

## Bekannte Schüler
des ehemaligen (Alten) Realgymnasiums am Kapellplatz
- Eduard Lachmann, Jurist, Philologe und Schriftsteller (Abitur 1910)
- Friedrich Julius Freund, Rechtsanwalt und Opfer des Holocaust (Reifeprüfung Ostern 1917)
- Leonhard von Renthe-Fink, Heerespsychologe (Abitur 1926)
- Hartwig Thyen (1927–2015), evangelischer Theologe (promoviert 1953) und Professor für Neues Testament
- Robert Stromberger, Drehbuchautor und Schauspieler

der Georg-Büchner-Schule
- Harald Rose, Physiker (Abitur 1955)
- Jürgen Gerlach, Politiker, von 2001 bis 2007 Bundesvorsitzender der Tierschutzpartei (Abitur 1958)
- Hans-Hartmut Peter, Rheumatologe, Immunologe (Abitur 1962)
- Peter Benz, Politiker (SPD), 1993 bis 2005 Oberbürgermeister von Darmstadt (Abitur 1963)
- Andrea Breth, Theaterregisseurin (Abitur 1970)
- Walter Stechel, deutscher Diplomat im Ruhestand (Abitur 1972)
- Daniela Wagner, Politikerin (Die Grünen), ehemalige Abgeordnete des Hessischen Landtags und Abgeordnete des Deutschen Bundestages seit 2009 (Abitur 1977)
- Ralf Greve, Professor auf dem Gebiet Glacier and Ice Sheet Research (Abitur 1984)
- Bodo Hechelhammer, Historiker, Mitarbeiter des Bundesnachrichtendienstes (BND) (Abitur 1987)
- Volker Weidermann, Literaturkritiker und Fernsehmoderator (Abitur 1988)
- Karsten Hohage, Slam-Poet (Abitur 1988)
- Silke Lautenschläger, Politikerin (CDU), 2001 bis 2010 Mitglied der Hessischen Landesregierung (Abitur 1988)
- Nikolai Setzer, Vorstandsvorsitzender des DAX-Konzerns Continental AG, (Abitur 1990)
- Nick Golüke, Regisseur, Produzent, Reporter (Abitur 1993)
- Andrea Petković, Tennisspielerin (Abitur 2006)
- Mareike Thum, Weltmeisterin Inline-Speedskating (Abitur 2010)
- Marco Komenda, Fußballspieler
- Jonathan Burkardt, Fußballspieler (Abitur 2018)
- Jean-Paul Danneberg, Hockeyspieler, Weltmeister 2023